# Таурианова
Тауриано̀ва (на италиански: Taurianova) е град и община в Южна Италия, провинция Реджо Калабрия, регион Калабрия. Разположен е на 210 m надморска височина. Населението на общината е 15 740 души (към 2013 г.).